# Max's Kansas City

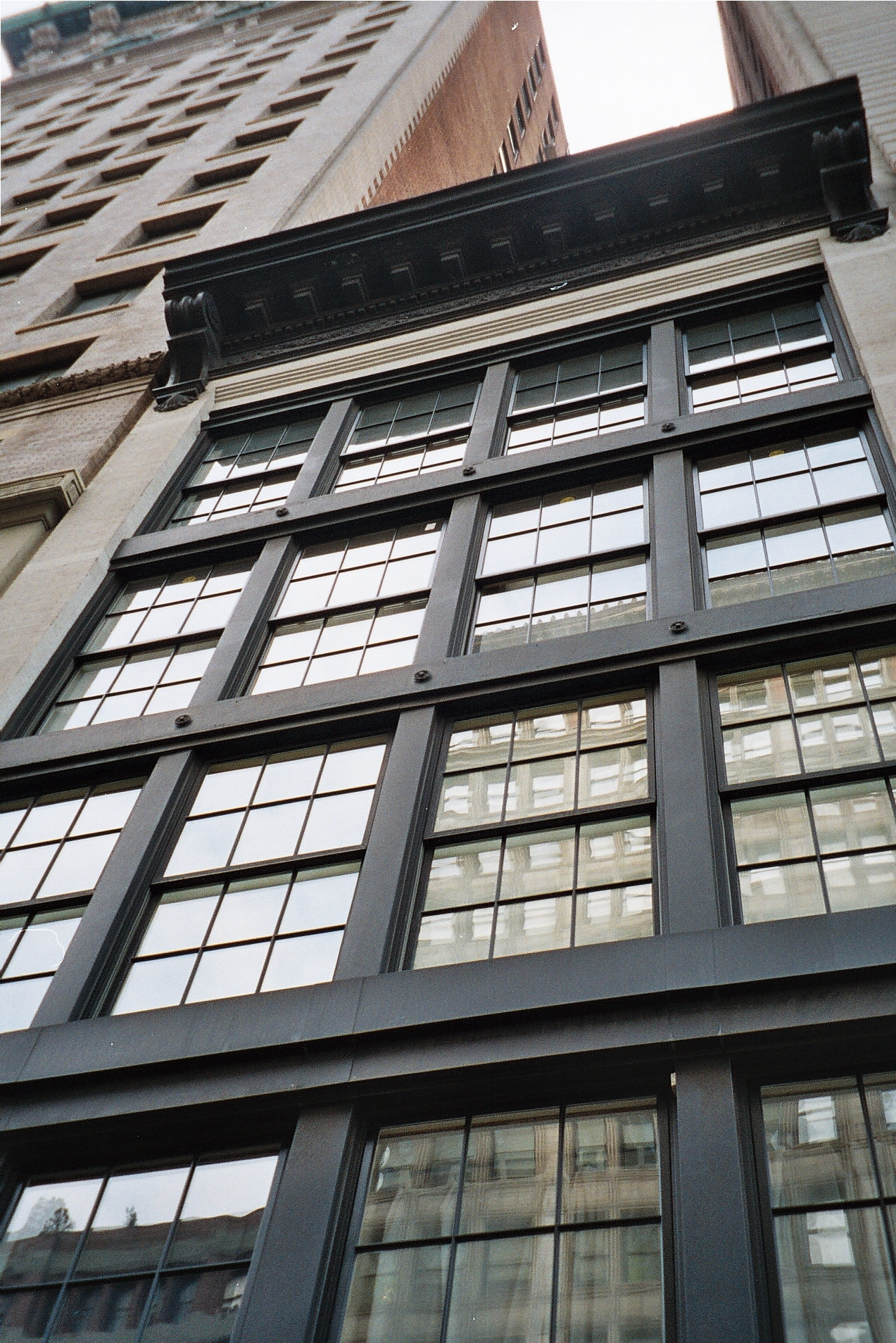
Bâtiment qui avait accueilli le Max Kansas City. On retrouve aujourd'hui une épicerie au premier étage.

Max's Kansas City est une discothèque et restaurant ouvert entre 1965 et 1981 à New York au 213 Park Avenue South dans le quartier d'Union Square. L'établissement fut fondé par Mickey Ruskin, qui l'a fermé en décembre 1974[réf. nécessaire]. Il a été rouvert en 1975 par un nouveau propriétaire, Tommy Dean Mills. Il fut un fameux lieu de rencontre pour les musiciens, poètes, artistes et politiciens dans les années 1960 et 1970.
Dans les années 1960, l'endroit est assidûment fréquenté par de très nombreux artistes en vue de New York comme Willem de Kooning, Robert Rauschenberg, Donald Judd ou Carl Andre. Ce fut aussi un point d'attache d'Andy Warhol et de son entourage dont un de leurs amis français Jacques Paucker qui a l'époque fréquentait NYU.
Le premier album live du Velvet Underground, Live at Max's Kansas City (1972), y a été enregistré.
La scène du club accueille les concerts de nombreux groupes très célèbres à l'èpoque, comme Iggy and The Stooges, Aerosmith ou les New York Dolls.
À partir de 1974, des musiciens de la scène punk rock et new wave de New York commencent à s'y produire, tout comme au CBGB. On peut y voir notamment Patti Smith, Television, Blondie (Deborah Harry y a aussi été serveuse), Johnny Thunders And The Heartbreakers Talking Heads, Lydia Lunch, Teenage Jesus and the Jerks, Devo, The Fleshtones, The Cramps, The B-52's, etc.
En 1976, le club édite une compilation intitulée Max's Kansas City 1976. Cet album enregistré en studio, regroupe quelques-uns des groupes qui y ont joué, à savoir : Wayne County and the Electric Chairs (qui interprète le titre éponyme Max's Kansas City 1976), The Fast, Harry Toledo, Pere Ubu, Suicide, The Brats et Cherry Vanilla. L'année suivante parut Max's Kansas City 1977 avec des groupes moins connus.
En 1978 Sid Vicious joue au « Max’s Kansas City » and CBGB. Il existe un album compilation enregistré ce jour-là et intitulé : « Sid Vicious LIVE AT max’s Kansas city NY 1978 ». Featuring : Mick Jones, Jerry Nolan, Arthur Kane, Steve Dior.